# 6458 Nouda
6458 Nouda è un asteroide della fascia principale. Scoperto nel 1992, presenta un'orbita caratterizzata da un semiasse maggiore pari a 2,5525383 UA e da un'eccentricità di 0,1488669, inclinata di 14,86740° rispetto all'eclittica.